# Catenochytridium kevorkianii
Catenochytridium kevorkianii är en svampart som beskrevs av Sparrow 1952. Catenochytridium kevorkianii ingår i släktet Catenochytridium och familjen Endochytriaceae.   Inga underarter finns listade i Catalogue of Life.